# Seznam francouzských torpédoborců

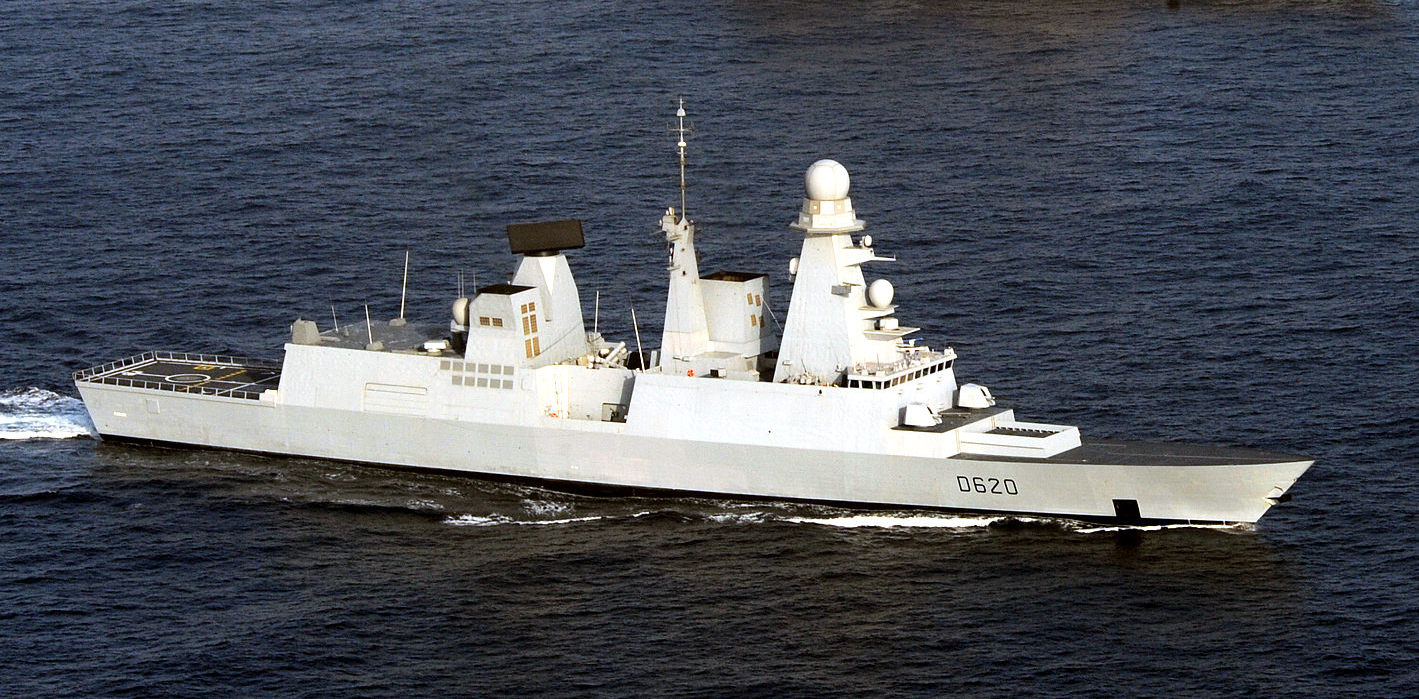
Forbin

Seznam francouzských torpédoborců zahrnuje torpédoborce postavené pro francouzské námořnictvo. Za lodě stavěné v sérii je uvedena celá třída.

## První světová válka

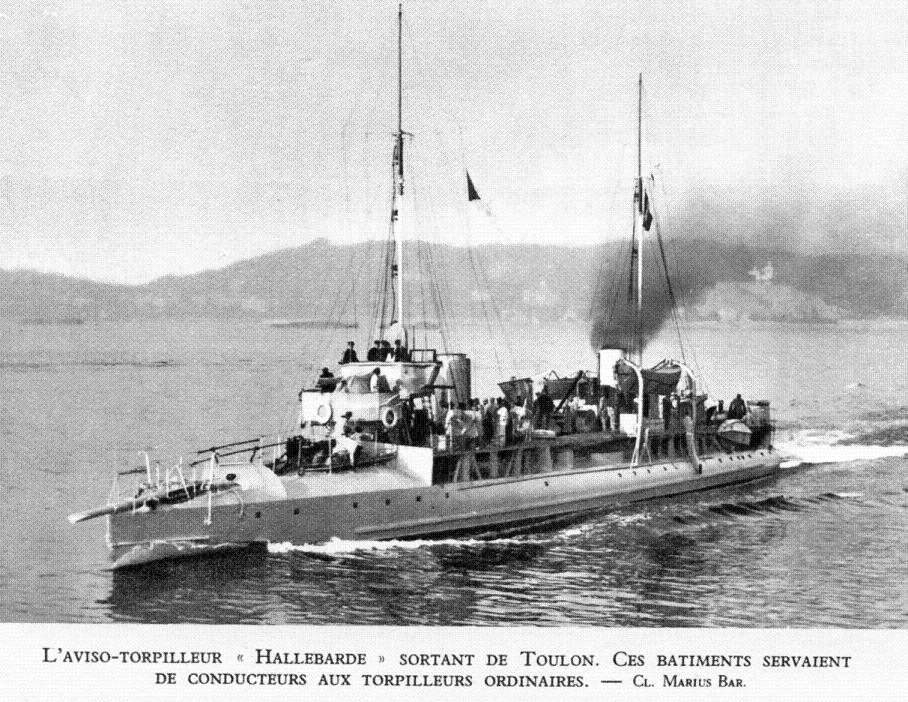
Třída Durandal

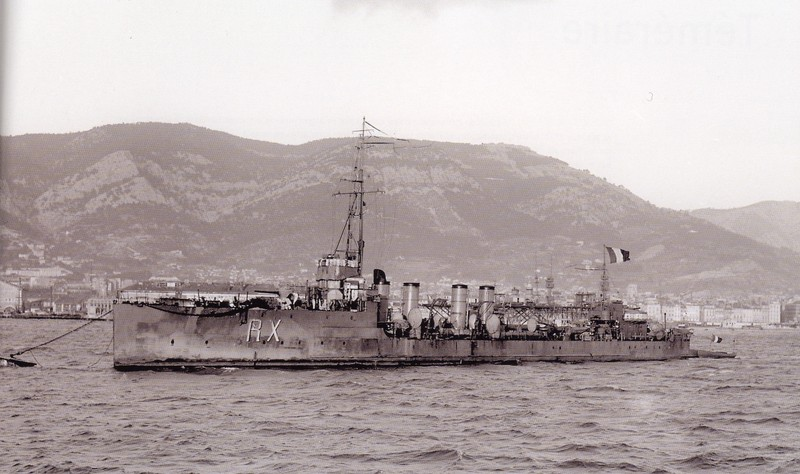
Enseigne Roux

- Třída Durandal
- Třída Framée
- Třída Pertuisane
- Třída Arquebuse
- Třída Claymore
- Třída Branlebas
- Třída Spahi
- Třída Voltigeur
- Třída Chasseur
- Třída Bouclier
- Třída Bisson
- Třída Aventurier
- Třída Enseigne Roux
- Třída Arabe

## Druhá světová válka

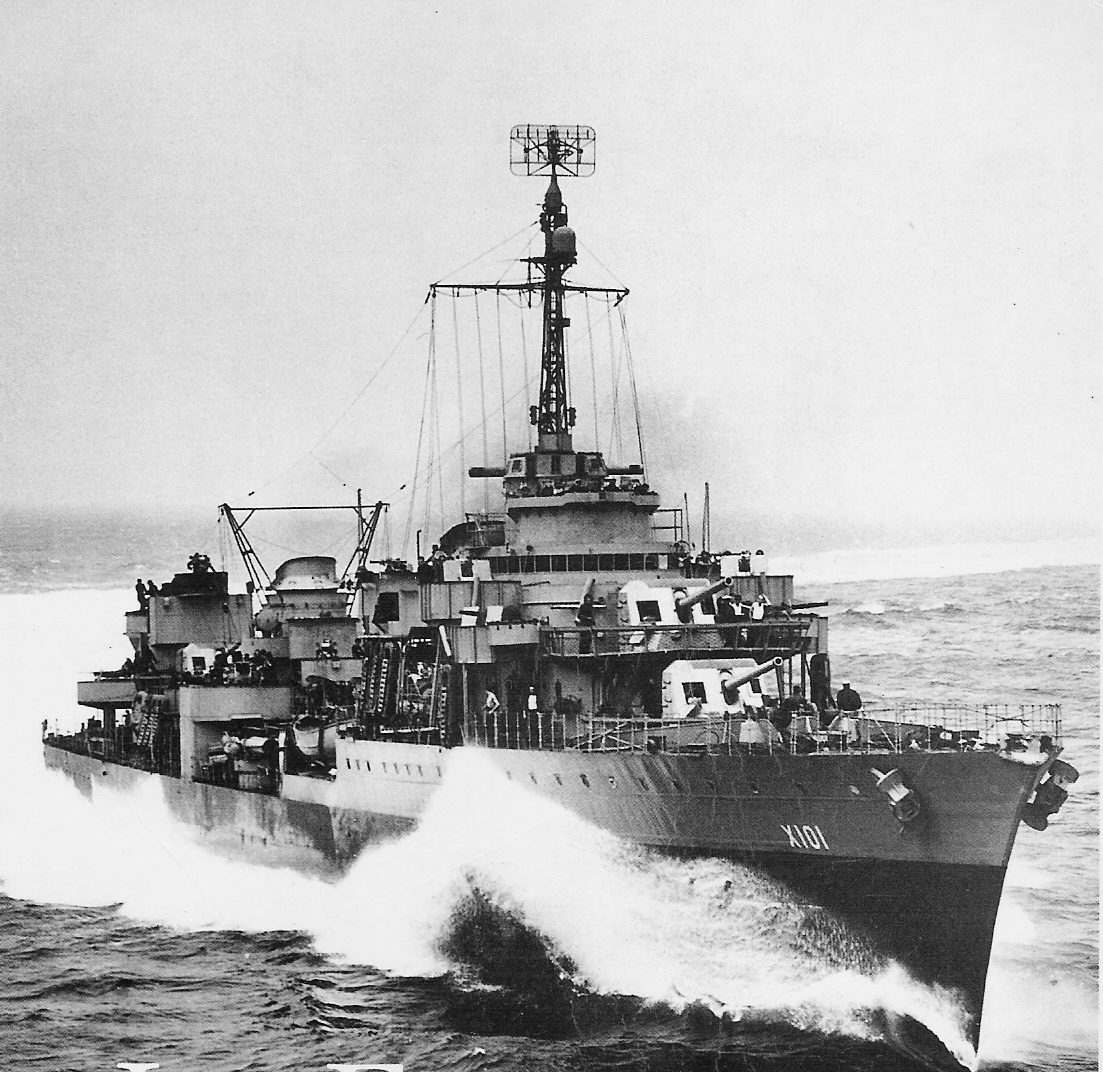
Le Fantasque

- Třída Chacal
- Třída Bourrasque
- Třída L'Adroit
- Třída Guépard
- Třída Aigle
- Třída Vauquelin
- Třída Le Fantasque
- Třída Mogador
- Třída Le Hardi

## Studená válka

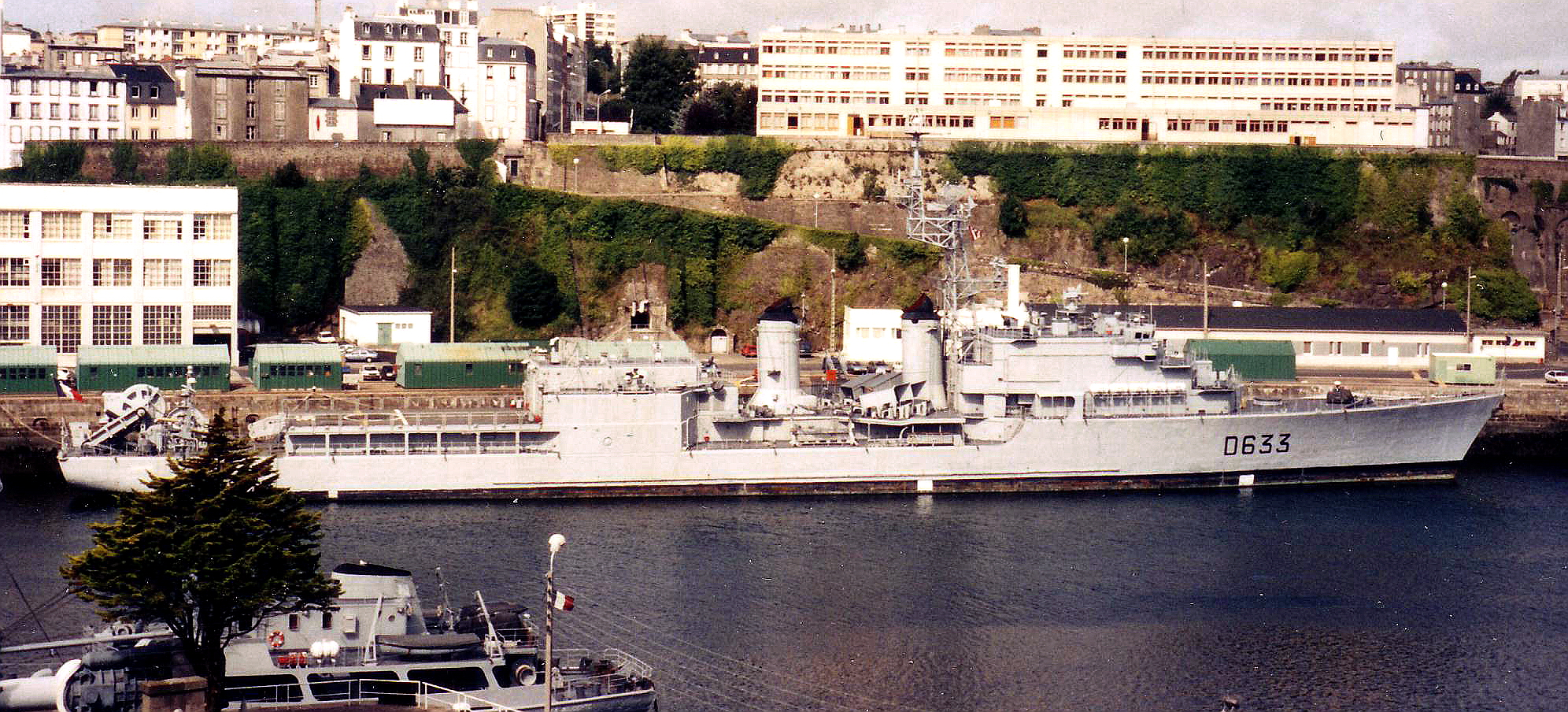
Třída T 53

- Třída T 47
- Třída T 53
- La Galissonnière